# Euphaedra (Euphaedrana) variabilis
Euphaedra (Euphaedrana) variabilis es una especie de lepidóptero de la familia Nymphalidae,  subfamilia Limenitidinae, tribu Adoliadini. Pertenece al género Euphaedra, subgénero (Euphaedrana).

## Localización
Esta especie de lepidóptero se encuentra localizada en Zaire y Gabón. 